# The Early Beatles
The Early Beatles (englisch Die frühen Beatles) ist das achte in den USA veröffentlichte Album der britischen Band The Beatles. Es erschien am 22. März 1965. Es ist das sechste Album der Beatles, das von Capitol Records vertrieben wurde.

## Entstehung
Nachdem Capitol Records das Angebot ausgeschlagen hatte, die EMI-Vertriebsrechte für die USA für die Beatles zu übernehmen, schloss Vee-Jay Records einen Vertrag mit den Beatles ab. Die drei von Vee-Jay Records veröffentlichten Beatles-Singles konnten sich im Jahr 1963 nicht in den US-amerikanischen Billboard Hot 100 platzieren.
Im Dezember 1963 unterzeichnete Brian Epstein, der Manager der Beatles, einen Plattenvertrag mit Capitol Records für zukünftige Beatles-Veröffentlichungen. Am 26. Dezember 1963 erschien dann mit I Want to Hold Your Hand / I Saw Her Standing There die erste Single der Beatles bei Capitol Records. Die Single stieg am 18. Januar 1964 auf Platz 45 in die Billboard Hot 100 ein. Zwei Wochen später führte I Want to Hold Your Hand die Charts an. Es war der kommerzielle Durchbruch der Beatles in den USA.
Am 10. Januar 1964 veröffentlichte Vee-Jay Records das Album Introducing… The Beatles, von dem in den USA mehr als eine Million Exemplare verkauft wurden. Kurz nach der Veröffentlichung leitete Capitol Records am 15. Januar 1964 rechtliche Schritte ein, um Vee-Jay Records den Vertrieb von Beatles-Tonträgern zu untersagen. Vee-Jay Records wurde das Recht zugesprochen, noch bis zum 15. Oktober 1964 Beatles-Platten veröffentlichen zu dürfen. Capitol Records veröffentlichte in den USA erst ein halbes Jahr später, am 22. März 1965, einen Ersatz für das Album Introducing… The Beatles, mit dem Titel The Early Beatles, wobei das Album nur elf Lieder enthält, im Gegensatz zum britischen Album Please Please Me, das 14 Titel beinhaltet. Die Zusammenstellung der Lieder erfolgte von Dave Dexter Jr. Es fehlen I Saw Her Standing There (Veröffentlichung auf dem Album Meet the Beatles!), Misery und There’s a Place, die am 24. März 1980 auf dem US-amerikanischen Album The Beatles Rarities wiederveröffentlicht wurden.
The Early Beatles erreichte lediglich Platz 43 der US-amerikanischen Billboard 200, was vermutlich darauf zurückzuführen ist, dass viele potentielle Käufer bereits das Album Introducing… The Beatles erworben hatten. Im Januar 1997 wurde das Album in den USA mit Platin für eine Million verkaufter Exemplare ausgezeichnet.
Das Album wurde in einer Mono- und in einer Stereoversion veröffentlicht. Die Monoversion ist die heruntergemischte britische Stereoversion, wobei Love Me Do und P.S. I Love You die originalen britischen Monoabmischungen sind. Bei der Stereoversion des Albums wurden keine Stereoabmischungen der Lieder Love Me Do und P.S. I Love You, sondern sogenannte Duophonic-Abmischungen (Fake-Stereo), verwendet.
Das Album wurde am 1. August 1968 auch in Kanada und im Sommer 1970 in Venezuela in einer anderen Covergestaltung veröffentlicht.
Das britische Album Please Please Me erschien in den USA erst am 21. Juli 1987 als CD.

## Covergestaltung
Das Coverfoto stammt von Robert Freeman. Es zeigt die vier Beatles am 24. Oktober 1964 im Hyde Park in London.

## Titelliste
| Nr. | Lied             | Autor                    | Leadgesang           | Länge |
| --- | ---------------- | ------------------------ | -------------------- | ----- |
| 01  | Love Me Do       | McCartney/Lennon         | Lennon und McCartney | 2:23  |
| 02  | Twist and Shout  | Medley/Russell           | Lennon               | 2:32  |
| 03  | Anna (Go to Him) | Arthur Alexander         | Lennon               | 2:55  |
| 04  | Chains           | Gerry Goffin/Carole King | Harrison             | 2:23  |
| 05  | Boys             | Dixon/Farrell            | Starr                | 2:24  |
| 06  | Ask Me Why       | McCartney/Lennon         | Lennon               | 2:24  |

| Nr. | Lied                         | Autor                    | Leadgesang | Länge |
| --- | ---------------------------- | ------------------------ | ---------- | ----- |
| 07  | Please Please Me             | McCartney/Lennon         | Lennon     | 2:00  |
| 08  | P.S. I Love You              | McCartney/Lennon         | McCartney  | 2:04  |
| 09  | Baby It’s You                | David/Bacharach/Williams | Lennon     | 2:40  |
| 10  | A Taste of Honey             | Ric Marlow/Bobby Scott   | McCartney  | 2:03  |
| 11  | Do You Want to Know a Secret | McCartney/Lennon         | Harrison   | 1:56  |

## Wiederveröffentlichung
Das Album The Early Beatles wurde im April 2006 als Bestandteil der Box The Capitol Albums Vol. 2 erstmals als CD veröffentlicht. Die CD beinhaltet die Mono- und die Stereoversion des Albums. Im Januar 2014 wurde The Early Beatles als Teil der CD-Box The U.S. Albums erneut veröffentlicht, es erschien auch separat und enthält ebenfalls die Mono- und die Stereoversion des Albums. Während bei den Boxen The Capitol Albums Vol. 1 und Vol. 2 die originalen Submaster von Capitol Records und nicht die Original Master der Abbey Road Studios verwendet wurden, wurden für die Alben der The U.S. Albums Box im Wesentlichen die im September 2009 veröffentlichten remasterten britischen Mono- und Stereobänder verwendet. Das Album ist seit dem 17. Januar 2014 als Download bei iTunes erhältlich.

## Chartplatzierungen des Albums
| Album       | Album             | Datum der Veröffentlichung | Datum der Veröffentlichung | Datum der Veröffentlichung | Beste Charts-Platzierung | Beste Charts-Platzierung | Beste Charts-Platzierung | Label Katalog-Nr. | Label Katalog-Nr.                      | Label Katalog-Nr. |
| Typ         | Titel             | GB                         | US                         | DE                         | GB                       | US                       | DE                       | GB                | US                                     | DE                |
| ----------- | ----------------- | -------------------------- | -------------------------- | -------------------------- | ------------------------ | ------------------------ | ------------------------ | ----------------- | -------------------------------------- | ----------------- |
| Kompilation | The Early Beatles | –                          | 22. März 1965              | –                          | n.v.                     | 43                       | n.v.                     | –                 | Capitol T 2309 (Mono) ST 2309 (Stereo) | –                 |

## Single-Auskopplungen
| Single                                        | Datum der Veröffentlichung | Datum der Veröffentlichung | Datum der Veröffentlichung | Beste Charts-Platzierung | Beste Charts-Platzierung | Beste Charts-Platzierung | Label Katalog-Nr. | Label Katalog-Nr. | Label Katalog-Nr. |
| A-Seite / B-Seite                             | GB                         | US                         | DE                         | GB                       | US                       | DE                       | GB                | US                | DE                |
| --------------------------------------------- | -------------------------- | -------------------------- | -------------------------- | ------------------------ | ------------------------ | ------------------------ | ----------------- | ----------------- | ----------------- |
| Do You Want to Know a Secret / Thank You Girl | –                          | 10. Aug. 1964              | –                          | n.v.                     | – / –                    | n.v.                     | –                 | Oldies 45 OL 149  | –                 |
| Please Please Me / From Me to You             | –                          | 10. Aug. 1964              | –                          | n.v.                     | – / –                    | n.v.                     | –                 | Oldies 45 OL 150  | –                 |
| Love Me Do / P.S. I Love You                  | –                          | 10. Aug. 1964              | –                          | n.v.                     | – / –                    | n.v.                     | –                 | Oldies 45 OL 151  | –                 |
| Twist and Shout / There’s a Place             | –                          | 10. Aug. 1964              | –                          | n.v.                     | – / –                    | n.v.                     | –                 | Oldies 45 OL 152  | –                 |

## Verkaufszahlen und Auszeichnungen
| Land/Region               | Auszeichnungen für Musikverkäufe (Land/Region, Auszeichnung, Verkäufe) | Verkäufe  |
| ------------------------- | ---------------------------------------------------------------------- | --------- |
| Kanada (MC)               | Platin                                                                 | 100.000   |
| Vereinigte Staaten (RIAA) | Platin                                                                 | 1.000.000 |
| Insgesamt                 | 2× Platin ·                                                            | 1.100.000 |